# Raphismia
Raphismia är ett släkte av trollsländor. Raphismia ingår i familjen segeltrollsländor.
Kladogram enligt Catalogue of Life:
| Raphismia | \| \| Raphismia bispina \| \| \| \| \| \| Raphismia inermis \| \| \| \| |
|           | \| \| Raphismia bispina \| \| \| \| \| \| Raphismia inermis \| \| \| \| |
|           | Raphismia bispina                                                       |
|           |                                                                         |
|           | Raphismia inermis                                                       |
|           |                                                                         |